# Aqüeducte de Sant Rafel
L'aqüeducte de Sant Rafel és una infraestructura hidràulica d'estil gòtic construït entre els segles xiv i xv dins del terme municipal de Petrer (Vinalopó Mitjà, País Valencià). Aquest aqüeducte és sobre el barranc de Puça, el qual desemboca al Vinalopó. Contigu a l'aqüeducte pel costat nord s'hi troba el barri homònim de Sant Rafel, el carrer principal del qual, anomenat dels Picapedrers, està clarament alineat amb la séquia per a la conducció de l'aigua, pel que, en certa manera, l'aqüeducte va actuar com a generador del barri. Es desconeix l'època de la seua construcció, però es podria datar dels segles XIV o XV, encara que altres fonts indiquen que és del segle xvi.
Es tracta d'una construcció hidràulica de la que només es conserven tres dels sis arcs que el formaven, junt amb quatre pilars de base troncocònica de carreus regulars. Els arcs apuntats de maçoneria concentrada arrenquen d'una mena de mènsula circular, a la part superior es conserva la canalització en forma d'U feta amb peces ceràmiques. S'aprecien restes de la canalització a la ribera nord i a la part sud l'arrancada d'un contrafort.